# Herb gminy Smętowo Graniczne
Herb gminy Smętowo Graniczne – symbol gminy Smętowo Graniczne, ustanowiony 26 czerwca 1990.

## Wygląd
Herb przedstawia na tarczy koloru purpurowego cztery elementy – złote koło w jego centralnej części, złote skrzydła z kłosami po obu stronach koło i biały miecz, przechodzący przez jego środek.